# Julodis armeniaca
Julodis armeniaca es una especie de escarabajo del género Julodis, familia Buprestidae. Fue descrita científicamente por Marseul en 1865.